# Théodore de Montpellier
Pour les autres membres de la famille, voir Famille de Montpellier.
L'écuyer Théodore de Montpellier, né le 24 mai 1807 à Vedrin et mort le 24 août 1879  à Liège, fut évêque de Liège.

## Biographie
Théodore Alexis Joseph de Montpellier, né le 24 mai 1807 à Vedrin, est le fils du baron Adrien de Montpellier et d’Henriette de Séverin (de Vedrin).
Il est ordonné prêtre le 7 septembre 1833. L'indépendance de la Belgique en 1831 avait incité l'évêque Dehesselle à reprendre la conversion au catholicisme de la région de Liège : il confia cette mission à l'abbé Montpellier. Théodore de Montpellier fut élu évêque de Liège le 27 septembre 1852 et consacré le 7 novembre 1852 par Engelbert Sterckx avec comme co-consécrateurs Nicolas-Joseph Dehesselle et Jean-Baptiste Malou. Il a prononcé l'éloge funèbre du géologue André Hubert Dumont.

## Succession apostolique
Théodore de Montpellier a ordonné les évêques suivants :
- Évêque Victor-Joseph Doutreloux (1875)